# クヴァラヤーピーダ

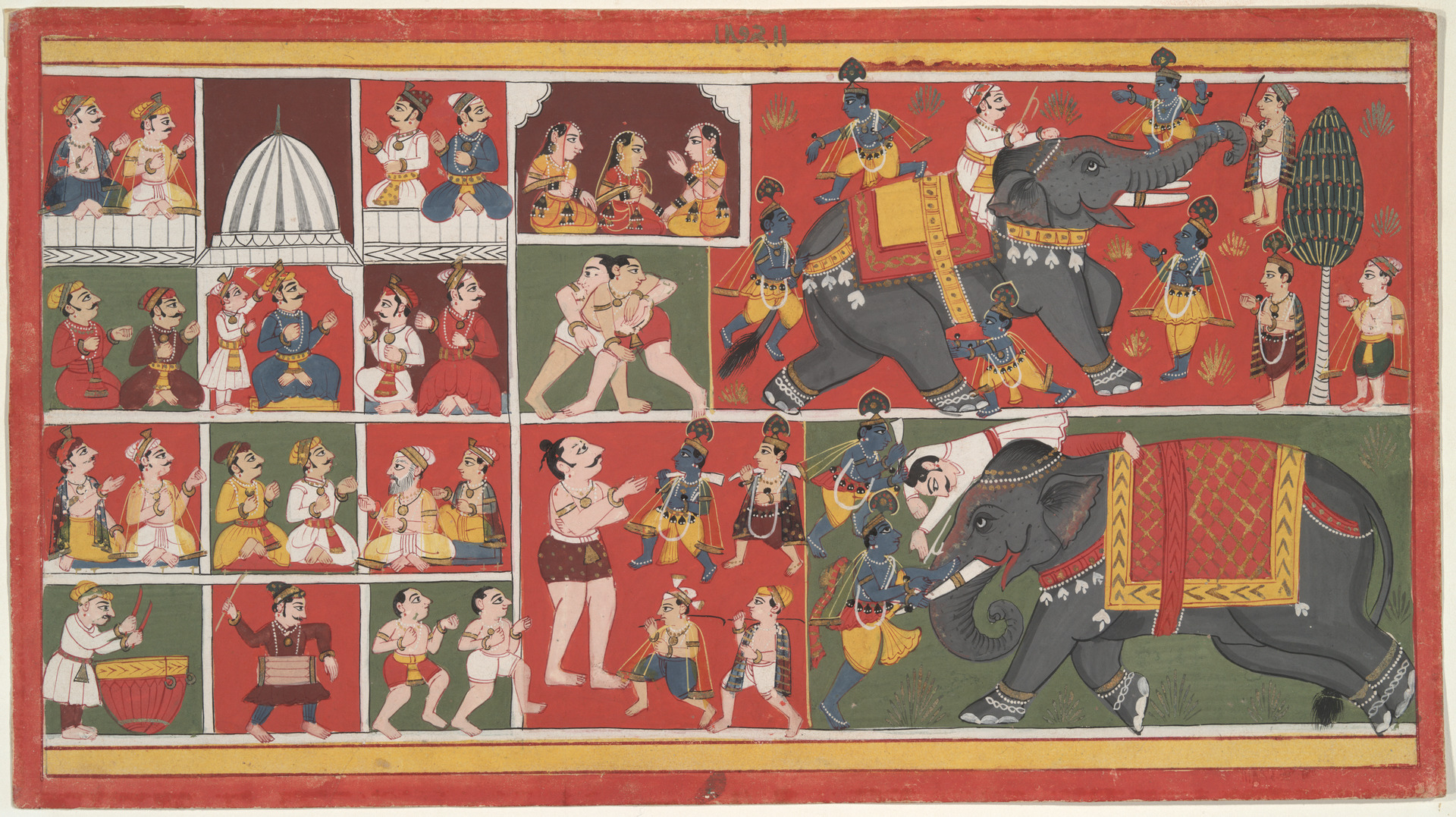
巨象クヴァラヤーピーダと戦うクリシュナ。1720年頃。イェール大学美術館所蔵。

クヴァラヤーピーダ（梵: कुवलयापीड़, Kuvalayāpīda）は、インド神話に登場する巨大な象。あるいは象の姿をしたアスラとも言われる。マトゥラーの悪王カンサが飼育され、千頭分の象に匹敵する力を持っていたが、成長したクリシュナと戦い、殺された。

## 神話
『バーガヴァタ・プラーナ』によると、カンサはヴァスデーヴァとデーヴァキーの息子クリシュナが生きていることを知ると、彼らが都に来るように仕向けて、闘技大会に参加させ、戦いの最中に殺してしまおうと考えた。その際にクヴァラヤーピーダを闘技場の入口に配置し、クリシュナとバララーマがやって来たら、踏みつぶして殺せと命じた。2人が闘技場にやって来たとき、クヴァラヤーピーダは背中に乗った象使いに操られて、クリシュナに突進し、長い鼻でクリシュナを捕まえた。しかし抜け出したクリシュナに鼻を掴んで放り投げられ、大地に叩きつけられたのち、逆に足で踏みつけられて殺された。クリシュナはさらにクヴァラヤーピーダの象牙を引っこ抜き、象牙を用いて番人と象使いを殺した。その後、クリシュナは闘技場に入って行き、カンサや闘士、観客たちにその姿を現した。全身にクヴァラヤーピーダの返り血を浴び、象牙を肩に乗せたクリシュナの姿は闘士たちの目にはヴァジュラに見え、女性たちには愛神カーマに見え、カンサには死そのものに見えたという。